# Expanderad bäddadsorption
Expanderande bäddadsorption (EBA) är en processteknik för kromatografi för att förbättra hanteringen av visköst material och då speciellt vätskor.
Vid kolonnkromatografi används en adsorptionsbädd av partiklar och en strömmande vätska som leds in i toppen av kolonnen. Med tiden kommer bädden packas ihop mer och mer i nederdelen av kolonnen, vilket ökar tryckfallet över kolonnen samt minskar rörligheten för större molekyler (diffusionen av större partiklar att minskar) vilket påverkar den totala adsorptionseffekten.
I en expanderande bädd så leds vätskan in underfrån med ett väl kontrollerat flöde så att bädden expanderar och adsorbentet hålls i dynamisk jämvikt. Adsorbentets sedimenterings-hastighet är lika med den uppåtriktade flödeshastigheten.
Tekniken för EBA kombinerar fördelarna med en fluidiserande bädd och en packad bädd.

## Princip
I en expanderande bädd (A) så leds vätskan in underfrån med ett väl kontrollerat flöde så att bädden expanderar och adsorbentet hålls i dynamisk jämvikt. Adsorbentets sedimenteringshastighet är lika med den uppåtriktade flödeshastigheten (B).
När dynamisk flödesjämvikt erhållits så leds blandningen som ska renas in i botten av kolonnen (C). Större partiklar och celler som inte ska adsorberas (bruna punkter) tillåts därmed passera bädden medan målmolekylerna (röda punkter) interagerar med adsorbentet.
Därefter packas kolonnen och flödet vänds så att det nu kommer in i toppen av kolonnen och bädden elueras(D).
Till skillnad från packad bäddadsorption så tillåter EBA en varierande partikelstorlek. Dessutom är den fluidmekaniska dynamiken annorlunda eftersom det skapas små virvlar och loopar i bädden. Partiklar som exempelvis hela celler som annars skulle stoppa upp flödet kan passera bädden på grund av dessa virvelströmmar.I en packad bädd uppstår gärna kanalisation i bädden.
Principerna för proteinbindning i EBA är detsamma som för klassisk kolonnkromatografi med vanliga jonbytare, hydrofoba interaktioner och affinitetskromatografi. Nackdelarna med EBA-metoden är biomassans interaktioner och aggregering med adsorbentet under processen.
EBA kan alltså användas vid orena miljöer eller när lösningen är uppslammad, vilket gör att man kan hoppa över centrifugering och filtrering vilket är obligatoriska moment när för en packad bädd. Matarflödet hålls tillräckligt lågt för att få ett lager med en kompakt packning varför bädden blir inte fullständigt fluidiserad.